# Marty Barry
Martin James "Marty" Barry, född 8 december 1905 i Québec, död 20 augusti 1969 i Halifax, Nova Scotia, var en kanadensisk professionell ishockeyspelare. Barry, som företrädesvis spelade som centerforward, representerade New York Americans, Boston Bruins, Detroit Red Wings och Montreal Canadiens i NHL åren 1927–1940. 1936 och 1937 vann han Stanley Cup med Detroit Red Wings.
Barry valdes in som ärad medlem i Hockey Hall of Fame 1965.

## Statistik
Can-Am = Canadian-American Hockey League, AHA = American Hockey Association
| 1927–28    | New York Americans  | NHL        | 9   | 1   | 0   | 1   | 2   | —  | —  | —  | —  | —  |
| 1927–28    | Philadelphia Arrows | Can-Am     | 33  | 11  | 3   | 14  | 70  | —  | —  | —  | —  | —  |
| 1928–29    | New Haven Eagles    | Can-Am     | 35  | 19  | 10  | 29  | 54  | 2  | 0  | 1  | 1  | 2  |
| 1929–30    | Boston Bruins       | NHL        | 44  | 18  | 15  | 33  | 34  | 6  | 3  | 3  | 6  | 14 |
| 1930–31    | Boston Bruins       | NHL        | 44  | 20  | 11  | 31  | 26  | 5  | 1  | 1  | 2  | 4  |
| 1931–32    | Boston Bruins       | NHL        | 48  | 21  | 17  | 38  | 22  | —  | —  | —  | —  | —  |
| 1932–33    | Boston Bruins       | NHL        | 47  | 24  | 13  | 37  | 40  | 5  | 2  | 2  | 4  | 6  |
| 1933–34    | Boston Bruins       | NHL        | 48  | 27  | 12  | 39  | 12  | —  | —  | —  | —  | —  |
| 1934–35    | Boston Bruins       | NHL        | 48  | 20  | 20  | 40  | 33  | 4  | 0  | 0  | 0  | 2  |
| 1935–36    | Detroit Red Wings   | NHL        | 48  | 21  | 19  | 40  | 16  | 7  | 2  | 4  | 6  | 6  |
| 1936–37    | Detroit Red Wings   | NHL        | 47  | 17  | 27  | 44  | 6   | 10 | 4  | 7  | 11 | 2  |
| 1937–38    | Detroit Red Wings   | NHL        | 48  | 9   | 20  | 29  | 34  | —  | —  | —  | —  | —  |
| 1938–39    | Detroit Red Wings   | NHL        | 48  | 13  | 28  | 41  | 4   | 6  | 3  | 1  | 4  | 0  |
| 1939–40    | Montreal Canadiens  | NHL        | 30  | 4   | 10  | 14  | 2   | —  | —  | —  | —  | —  |
| 1939–40    | Pittsburgh Hornets  | IAHL       | 6   | 2   | 0   | 2   | 0   | 7  | 2  | 1  | 3  | 4  |
| 1940–41    | Minneapolis Millers | AHA        | 32  | 10  | 10  | 20  | 8   | 3  | 1  | 0  | 1  | 0  |
| NHL totalt | NHL totalt          | NHL totalt | 509 | 195 | 192 | 387 | 231 | 43 | 15 | 18 | 33 | 34 |

## Meriter
- Stanley Cup – 1935–36 och 1936–37
- NHL First Team All-Star – 1936–37
- Lady Byng Trophy – 1936–37